# Mennuna
Mennuna – według „Sumeryjskiej listy królów” szósty władca tzw. II dynastii z Kisz. Dotyczący go fragment brzmi następująco:
„Mennuna (z Kisz), syn Tuge, panował przez 180 lat”.